# Parc provincial d'Echo Valley
Le parc provincial d'Echo Valley est un parc provincial de la Saskatchewan au Canada situé à l'ouest de Fort Qu'Appelle dans la vallée de la Qu'Appelle entre les lacs Echo et Pasqua.